# Gennes-Val-de-Loire
Gennes-Val-de-Loire – gmina we Francji, w regionie Kraj Loary, w departamencie Maine i Loara. W 2013 roku liczba ludności wynosiła 8600 mieszkańców. 
Gmina została utworzona 1 stycznia 2016 roku z połączenia pięciu wcześniejszych gmin: Chênehutte-Trèves-Cunault, Gennes, Grézillé, Saint-Georges-des-Sept-Voies oraz Le Thoureil. Siedzibą gminy została miejscowość Gennes. Dnia 1 stycznia 2018 roku połączono trzy wcześniejsze gminy: Gennes-Val-de-Loire, Les Rosiers-sur-Loire oraz Saint-Martin-de-la-Place. Siedzibą gminy została miejscowość Les Rosiers-sur-Loire, a nowa gmina przyjęła nazwę Gennes-Val-de-Loire.